# Torsten Tomczak
Torsten Tomczak (* 8. September 1959 in West-Berlin als Torsten Rudolf Dieter Tomczak; heimatberechtigt in Zürich) ist ein Schweizer Betriebswirt, der auch die deutsche Staatsbürgerschaft besitzt. Er ist Professor für Betriebswirtschaftslehre mit besonderer Berücksichtigung des Marketing an der Universität St. Gallen und leitet dort das Institut für Customer Insight.

## Leben

### Ausbildung und berufliche Laufbahn
Nach dem Abitur wollte Tomczak Archäologie studieren, landete dann doch bei BWL und schliesslich im Marketing. Tomczak schloss 1984 sein Studium der Betriebswirtschaftslehre an der Freien Universität Berlin ab, im Jahr 1989 wurde er promoviert, 1992 habilitierte er sich.
Nach dem Studium ging Tomczak unter anderem in das Handelsunternehmen seiner Eltern, das Molkereiprodukte verkaufte. Nach einer Stelle in einer Werbeagentur wurde ihm von seinem Doktorvater eine Post-Doc-Stelle an der Universität St. Gallen empfohlen. Von 1991 bis 1993 war er Privatdozent an der Universität St. Gallen, von 1993 bis 1995 ausserordentlicher Professor und seit 1995 ordentlicher Professor. Von 2007 bis 2009 war Tomczak Dekan der betriebswirtschaftlichen Abteilung der Universität St. Gallen. Von 2011 bis 2014 war er Vizerektor der Universität.
2019 erhielt Tomczak ein Ehrendoktorat der Universität Luzern.
Er forscht zu Brand Management und Strategic Marketing.  Als Autor und Koautor hat er ca. 35 Bücher und 300 Fachartikel verfasst.

### Musik
Musik ist Tomczaks grosse Leidenschaft. Tomczak spielt Gitarre und Keyboard. Er bildet mit den Universitätsprofessoren Kuno Schedler und Oliver Gassmann die Band B110, die mit Tanja La Croix die Hymne der Universität St. Gallen produziert hat.

### Privates
In der Freizeit begeistert sich Tomczak vor allem für Fussball: Er ist Fan von Hertha BSC.